# 7 ans
Pour plus de détails, voir Fiche technique et Distribution.
7 ans est un film français réalisé par Jean-Pascal Hattu et sorti en 2007.

## Synopsis
Maïté visite chaque semaine son mari qui est en prison, pour 7 ans. Elle lave et repasse son linge avant de lui apporter au parloir, comme un rite érotique. Alors que leur relation se tend, que le couple est fragile, Maïté rencontre Jean en sortant d'une visite. Il dit être venu voir son frère incarcéré, lui aussi. Seule, sans enfants, Maïté décide de le prendre pour amant. Jusqu'au jour où "l'amant" avoue être gardien dans la prison de son mari.

## Fiche technique
- Titre : 7 ans
- Réalisation : Jean-Pascal Hattu
- Scénario : Jean-Pascal Hattu, Gilles Taurand et Guillaume Daporta
- Photographie : Pascal Poucet
- Décors : Sophie Chandoutis
- Costumes : Anne Lavedan
- Son : Yolande Decarsin et Xavier Piroëlle
- Montage : Anne Klotz
- Musique : Franck Delabre
- Société de production : Les Films du Bélier
- Pays d'origine :  France
- Durée : 86 minutes
- Date de sortie : 
  - Italie - 3 septembre 2006 (Mostra de Venise)
  - France - 21 février 2007

## Distribution
- Valérie Donzelli : Maïté
- Cyril Troley : Jean
- Bruno Todeschini : Vincent
- Nadia Kaci : Djamila
- Pablo de la Torre : Julien
- Olivier Claverie

## Sélection
- Mostra de Venise 2006 (section Semaine de la critique)[1]